# Tuṣita
Con il nome sanscrito Tuṣita (devanāgarī: तुषित, lett. "soddisfatti"; pāli: Tusita; cinese: 兜率天, Dōushuò Tiān, "Cielo di Tuṣita"; giapponese: Tosotsu Ten; coreano: 두솔천,  Tusol Ch'ŏn; vietnamita: Đāu suất thiên; tibetano: དགའ་ལྡན་, dga' ldan)  si indica, nella cosmologia buddista, il quarto più alto dei sei cieli degli dèi collocati nel regno del desiderio (kāmadhātu). 
Il cielo di Tuṣita è particolarmente significativo nelle dottrine buddiste in quanto qui nascono i bodhisattva prima della loro ultima nascita nel mondo degli esseri umani.
Secondo la tradizione buddista è qui che il futuro buddha, Maitreya, risiede in attesa di manifestarsi sulla terra quando lascerà il suo trono al bodhisattva successivo, Siṃha.
Per i buddisti la rinascita del cielo di Tuṣita è assolutamente auspicabile in quanto consentirebbe loro di ascoltare gli insegnamenti di Maitreya e quindi di incedere nel cammino verso la Liberazione (bodhi) finale. 
L'esistenza nel cielo di Tuṣita è estremamente gradevole ed è lunga centinaia di migliaia di anni (un giorno nel cielo di Tuṣita è pari a quattrocento anni terreni).